# غاري ونايت (لاعب اتحاد الرغبي)
غاري ونايت (بالإنجليزية: Gary Albert Knight) هو لاعب اتحاد الرغبي نيوزيلندي، ولد في 26 أغسطس 1951 في ويلينغتون في نيوزيلندا.

## وصلات خارجية
- غاري ونايت عل موقع إسبنسكروم (الإنجليزية)